# Ербецо (Удине)
Ербецо (итал. Erbezzo, словен. Arbeč) је насеље у Италији у округу Удине, региону Фурланија-Јулијска крајина.
Према процени из 2011. у насељу је живело 32 становника. Насеље се налази на надморској висини од 471 м.